# Огаста (округ)
Округ Огаста (англ. Augusta County) располагается в США, в штате Виргиния. По состоянию на 2010 год, численность населения составляла 73 750 человек. Был образован в 1738 году, получил своё наименование в честь британской принцессы Августы Саксен-Готской.

## География
По данным Бюро переписи США, общая площадь округа равняется 2515 км², из которых 2505 км² суша и 10 км² или 0,4 % это водоёмы.

### Соседние округа и независимые города
- город Стонтон (Виргиния) — анклав
- город Уэйнсборо (Виргиния) — анклав
- Пендлтон (Западная Виргиния) — север
- Рокингхем (Виргиния) — северо-восток
- Албемарл (Виргиния) — восток
- Нельсон (Виргиния) — юго-восток
- Рокбридж (Виргиния) — юго-запад
- Бат (Виргиния) — запад
- Хайленд (Виргиния) — северо-запад

## Демография
По данным переписи населения 2000 года в округе проживает 65 615 жителей в составе 24 818 домашних хозяйств и 18 911 семей. Плотность населения составляет 26 человек на км². На территории округа насчитывается 26 738 жилых строений, при плотности застройки 11 строений на км². Расовый состав населения: белые — 95,02 %, афроамериканцы — 3,6 %, коренные американцы (индейцы) — 0,15 %, азиаты — 0,28 %, гавайцы — 0,02 %, представители других рас — 0,32 %, представители двух или более рас — 0,61 %. Испаноязычные составляли 0,94 % населения независимо от расы.
В составе 33 % из общего числа домашних хозяйств проживают дети в возрасте до 18 лет, 63,7 % домашних хозяйств представляют собой супружеские пары проживающие вместе, 8,6 % домашних хозяйств представляют собой одиноких женщин без супруга, 23,8 % домашних хозяйств не имеют отношения к семьям, 20,1 % домашних хозяйств состоят из одного человека, 8,1 % домашних хозяйств состоят из престарелых (65 лет и старше), проживающих в одиночестве. Средний размер домашнего хозяйства составляет 2,56 человека, и средний размер семьи 2,94 человека.
Возрастной состав округа: 23,7 % моложе 18 лет, 6,9 % от 18 до 24, 29,8 % от 25 до 44, 26,8 % от 45 до 64 и 12,8 % от 65 и старше. Средний возраст жителя округа 39 лет. На каждые 100 женщин приходится 101,1 мужчин. На каждые 100 женщин старше 18 лет приходится 99,8 мужчин.
Средний доход на домохозяйство в округе составлял 43 045 USD, на семью — 48 579 USD. Среднестатистический заработок мужчины был 31 577 USD против 24 233 USD для женщины. Доход на душу населения составлял 19 744 USD. Около 4,2 % семей и 5,8 % общего населения находились ниже черты бедности, в том числе — 6,4 % молодежи (тех кому ещё не исполнилось 18 лет) и 6,6 % тех кому было уже больше 65 лет.